# Caudex
Een caudex is een knol, een verdikte wortel of stengel, vlak boven of onder de grond. Op dit verdikte deel zitten de bladeren en de bloeiwijze. Planten met een caudex komen in vele families voor. 
Bij xerofyte planten sterven bij droogte de delen boven de caudex af. Deze planten worden zeer gewaardeerd door liefhebbers van cactussen en succulenten; ze hebben een vergelijkbare verzorging nodig.
Een stengelknol is het verdikte hypocotyl van een plant en kan boven, zoals bij koolraap en koolrabi of onder de grond zitten, zoals bij aardappel en krokus. Als de plant door opzwelling van de gehele stengel knolvormig is, wordt van een caudexplant of caudiciforme plant gesproken.
Het verschil met een wortelknol is dat de knol een verdikte wortel is, zoals bij de rode biet en de suikerbiet.
|  |  |